# Ko Pha Ngan
Ko Pha Ngan ou Koh Phangan (em tailandês:  เกาะพะงัน) é uma ilha do golfo da Tailândia situada no sudeste da Tailândia. É, ainda, um dos 19 distritos da mesma província.
A ilha é um famoso destino turístico pelas praias e pelo mergulho. Durante os períodos de lua cheia, a ilha organiza a Full Moon Party, uma festa na qual as pessoas dançam a noite toda ao ritmo de música eletrônica acompanhada de muitas bebidas baratas.